# Tyler Lancaster
Tyler Coatney Lancaster (Naperville, 4 novembre 1994) è un giocatore di football americano statunitense che milita nel ruolo di defensive end per i Denver Broncos della National Football League (NFL). Al college ha giocato per la Northwestern University per poi iniziare la sua carriera in NFL nel 2018 con i Green Bay Packers. 

## Carriera universitaria
Lancaster si mise in evidenza giocando a football, nel ruolo di centro, alla Plainfield East High School e decise quindi di iscriversi nel 2013 alla Northwestern University scartando altri college interessati a lui, come il Bowling Green, il Central Michigan, l'Eastern Michigan e il Western Michigan, andando a giocare con i Northwestern Wildcats che militano nella Big Ten Conference (B1G) della Divisione I della Football Bowl Subdivision (FBS) della NCAA.
Il primo anno fu redshit, quindi si allenava solamente con la squadra ma non giocò partite ufficiali, ed utilizzò questo periodo per cambiare posizione da offensive line a defensive tackle. Dopo un'unica apparizione nel 2014, dal terzo anno Lancaster fu titolare fisso dei Wildcats, iniziando tutte le ultime 38 partite della sua carriera e registrando complessivamente 101 tackle, 18,5 tackle con perdita di yard e 3,5 sack. Nel suo ultimo anno al college fu nominato capitano e fissò il suo record con 40 tackle, 9,5 tackle con perdita di yard e 2 sack e fu nominato tra i migliori giocatori dell'anno della Big Ten Conference.
| Stagione | Stagione     | Stagione   | Stagione   | Stagione | Stagione | Difesa  | Difesa  | Difesa  | Difesa | Difesa | Difesa |
| Anno     | Squadra      | Campionato | Conference | P        | PT       | T. tot. | T. sol. | T. ass. | Sack   | Pdev   | FF     |
| -------- | ------------ | ---------- | ---------- | -------- | -------- | ------- | ------- | ------- | ------ | ------ | ------ |
| 2013     | Northwestern | FBS Div. I | B1G        | 0        | 0        | 0       | 0       | 0       | 0,0    | 0      | 0      |
| 2014     | Northwestern | FBS Div. I | B1G        | 1        | 0        | 0       | 0       | 0       | 0,0    | 0      | 0      |
| 2015     | Northwestern | FBS Div. I | B1G        | 13       | 13       | 33      | 18      | 15      | 0,0    | 0      | 0      |
| 2016     | Northwestern | FBS Div. I | B1G        | 13       | 13       | 28      | 14      | 14      | 1,5    | 0      | 0      |
| 2017     | Northwestern | FBS Div. I | B1G        | 12       | 12       | 40      | 14      | 26      | 2,0    | 0      | 0      |
| Totale   | Totale       | Totale     | Totale     | 39       | 38       | 101     | 46      | 55      | 3,5    | 0      | 0      |

Fonte: Northwestern Wildcats
In grassetto i record personali in carriera

## Carriera professionistica

### Green Bay Packers
Il 28 aprile 2018, dopo non essere stato scelto nel corso del Draft NFL 2018, Lancaster firmò come undrafted free agent per i Green Bay Packers. Lui fu quindi svincolato dalla squadra al termine dello stage di allenamento e subito dopo ricontrattualizzato per la squadra di allenamento.

#### Stagione 2018
Il 6 ottobre 2018 Lancaster fu spostato nel roster attivo dei Packers e debuttò il giorno successivo in una gara NFL nella sconfitta 31–23 contro Detroit Lions, giocando nello special team. Il 25 novembre 2018 Lancaster giocò la sua prima partita da titolare, facendo registrare un tackle, nella sconfitta per 17–24 contro i Minnesota Vikings. Concluse la sua stagione da rookie giocando in 12 partite, 5 da titolare, con 25 tackle di cui uno con perdita di yard.

#### Stagione 2019
Alla settimana 8 della stagione 2019, nella vittoria per 31–24 contro i Kansas City Chiefs, Lancaster forzò un fumble sul running back LeSean McCoy e riconquistó il possesso del pallone.. Concluse la sua seconda stagione nella NFL giocando in tutte le 16 partite, 10 da titolare, con 30 tackle, 1,5 sack, 1 fumble forzato e 1 fumble recuperato, giocando da titolare entrambe le partite dei playoff.

#### Stagione 2020
Il 25 aprile 2020 Lancaster rifirmó con i Packers un contratto di un anno come exclusive-rights free agent.

#### Stagione 2021
Il 30 marzo 2021 Lancaster rifirmó per i Packers per un altro anno. Il 28 settembre 2021 fu messo nella lista riserve/COVID-19 e fu poi reinserito nel roster attivo il 9 ottobre 2021.

### Las Vegas Raiders
Il 25 maggio 2022 Lancaster firmò da free agent con i Las Vegas Raiders. Il 28 agosto 2022 i Raiders spostarono Lancaster nella lista riserve/infortunati per poi svincolarlo il 5 settembre 2022.

### Denver Broncos
Il 23 maggio 2023 Lancaster firmò con i Denver Broncos. Al termine della preparazione per la nuova stagione Lancaster non rientrò nel roster attivo dei Broncos e il 29 agosto 2023 fu svincolato per poi essere aggregato alla squadra di allenamento il giorno dopo.

## Statistiche

### Stagione regolare
| Stagione | Stagione | Stagione | Stagione | Difesa  | Difesa  | Difesa  | Difesa | Difesa | Difesa | Difesa |
| Anno     | Squadra  | P        | PT       | T. tot. | T. sol. | T. ass. | Sack   | Safety | Pdev   | FF     |
| -------- | -------- | -------- | -------- | ------- | ------- | ------- | ------ | ------ | ------ | ------ |
| 2018     | GB       | 12       | 5        | 22      | 15      | 7       | 0,0    | 0      | 0      | 0      |
| 2019     | GB       | 16       | 10       | 25      | 12      | 13      | 1,5    | 0      | 0      | 1      |
| 2020     | GB       | 15       | 3        | 22      | 7       | 15      | 0,0    | 0      | 1      | 0      |
| 2021     | GB       | 10       | 1        | 17      | 8       | 9       | 0,0    | 0      | 0      | 0      |
| Totale   | Totale   | 53       | 19       | 86      | 42      | 44      | 1,5    | 0      | 1      | 1      |

### Playoff
| Stagione | Stagione | Stagione | Stagione | Difesa  | Difesa  | Difesa  | Difesa | Difesa | Difesa | Difesa |
| Anno     | Squadra  | P        | PT       | T. tot. | T. sol. | T. ass. | Sack   | Safety | Pdev   | FF     |
| -------- | -------- | -------- | -------- | ------- | ------- | ------- | ------ | ------ | ------ | ------ |
| 2019     | GB       | 2        | 2        | 4       | 3       | 1       | 0,0    | 0      | 0      | 0      |
| 2020     | GB       | 2        | 1        | 3       | 1       | 2       | 0,0    | 0      | 0      | 0      |
| Totale   | Totale   | 4        | 3        | 6       | 3       | 3       | 1,0    | 0      | 0      | 0      |

Fonte: Football Database
In grassetto i record personali in carriera — Statistiche aggiornate alla stagione 2021